# Distrito de Dehradun
Dehradun (en hindi: देहरादून जिला) es un distrito de la India en el estado de Uttarakhand. Código ISO: IN.UL.DD.
Comprende una superficie de 13088 km².
El centro administrativo es la ciudad de Dehradun. Dentro del distrito se encuentra la localidad de Kharak mafi.

## Demografía
Según censo 2011 contaba con una población total de 1698560 habitantes, de los cuales 805 338 eran mujeres y 893 222 varones.